# Alpine A522
Alpine A522 — болід Формули-1, розроблений і виготовлений Альпін для участі в чемпіонаті Формули-1 2022. Пілотами стали дворазовий чемпіон світу Фернандо Алонсо та Естебан Окон. A522 є першим болідом Альпін відповідно до нового технічного регламенту 2022 року. Автомобіль дебютував у змаганнях на Гран-прі Бахрейну 2022 року.

## Ліврея
Болід був представлений у двох різних лівреях. Ліврея переважно рожевого кольору використовувалась на передсезонних тестах та в перших двох Гран-прі. Ліврея переважно синього кольору буде використовуватись протягом більшої частини року.

## Результати
| Рік      | Команда            | Двигун              | Шини | Гонщик          | Гран-прі | Гран-прі | Гран-прі | Гран-прі | Гран-прі | Гран-прі | Гран-прі | Гран-прі | Гран-прі | Гран-прі | Гран-прі | Гран-прі | Гран-прі | Гран-прі | Гран-прі | Гран-прі | Гран-прі | Гран-прі | Гран-прі | Гран-прі | Гран-прі | Гран-прі | Очки | Місце |
| Рік      | Команда            | Двигун              | Шини | Гонщик          | БАХ      | САУ      | АВС      | ЕМІ      | МАЯ      | ІСП      | МОН      | АЗЕ      | КАН      | ВЕЛ      | АВТ      | ФРА      | УГО      | БЕЛ      | НІД      | ІТА      | СІН      | ЯПО      | США      | МЕХ      | САП      | АБУ      | Очки | Місце |
| -------- | ------------------ | ------------------- | ---- | --------------- | -------- | -------- | -------- | -------- | -------- | -------- | -------- | -------- | -------- | -------- | -------- | -------- | -------- | -------- | -------- | -------- | -------- | -------- | -------- | -------- | -------- | -------- | ---- | ----- |
| 2022     | BWT Alpine F1 Team | Renault E-Tech RE22 | P    | Фернандо Алонсо | 9        | Схід     | 17       | Схід     | 11       | 9        | 7        | 7        | 9        | 5        | 10       | 6        | 8        | 5        | 6        | Схід     | Схід     | 7        | 7        | 19       | 5        | Схід     | 173  | 4     |
| 2022     | BWT Alpine F1 Team | Renault E-Tech RE22 | P    | Естебан Окон    | 7        | 6        | 7        | 14       | 8        | 7        | 12       | 10       | 6        | Схід     | 56       | 8        | 9        | 7        | 9        | 11       | Схід     | 4        | 11       | 8        | 8        | 7        | 173  | 4     |
| Джерела: |                    |                     |      |                 |          |          |          |          |          |          |          |          |          |          |          |          |          |          |          |          |          |          |          |          |          |          |      |       |

* Сезон триває.